# NBA Coach of the Year Award
L'NBA Coach of the Year Award è il premio conferito dalla lega americana al miglior allenatore della stagione. Il trofeo consegnato al vincitore è intitolato a Red Auerbach.

## Vincitori
|  | Eletto nella Basketball Hall of Fame come allenatore   |
|  | Eletto nella Basketball Hall of Fame come contributore |

| Stagione  | Allenatore             | Nazionalità        | Squadra             | Vinte/Perse |
| --------- | ---------------------- | ------------------ | ------------------- | ----------- |
| 1962-1963 | Harry Gallatin         | Stati Uniti        | St. Louis Hawks     | 48-32       |
| 1963-1964 | Alex Hannum            | Stati Uniti        | S.F. Warriors       | 48-32       |
| 1964-1965 | Red Auerbach           | Stati Uniti        | Boston Celtics      | 62-18       |
| 1965-1966 | Dolph Schayes          | Stati Uniti        | Philadelphia 76ers  | 55-25       |
| 1966-1967 | Red Kerr               | Stati Uniti        | Chicago Bulls       | 33-48       |
| 1967-1968 | Richie Guerin          | Stati Uniti        | St. Louis Hawks     | 56-26       |
| 1968-1969 | Gene Shue              | Stati Uniti        | Baltimore Bullets   | 57-25       |
| 1969-1970 | Red Holzman            | Stati Uniti        | N.Y. Knicks         | 60-22       |
| 1970-1971 | Dick Motta             | Stati Uniti        | Chicago Bulls       | 51-31       |
| 1971-1972 | Bill Sharman           | Stati Uniti        | L.A. Lakers         | 69-13       |
| 1972-1973 | Tom Heinsohn           | Stati Uniti        | Boston Celtics      | 68-14       |
| 1973-1974 | Ray Scott              | Stati Uniti        | Detroit Pistons     | 52-30       |
| 1974-1975 | Phil Johnson           | Stati Uniti        | K.C. Kings          | 44-38       |
| 1975-1976 | Bill Fitch             | Stati Uniti        | Cleveland Cavaliers | 49-33       |
| 1976-1977 | Tom Nissalke           | Stati Uniti        | Houston Rockets     | 49-33       |
| 1977-1978 | Hubie Brown            | Stati Uniti        | Atlanta Hawks       | 41-41       |
| 1978-1979 | Cotton Fitzsimmons     | Stati Uniti        | K.C. Kings          | 48-34       |
| 1979-1980 | Bill Fitch (2)         | Stati Uniti        | Boston Celtics      | 61-21       |
| 1980-1981 | Jack McKinney          | Stati Uniti        | Indiana Pacers      | 44-38       |
| 1981-1982 | Gene Shue (2)          | Stati Uniti        | Washington Bullets  | 43-39       |
| 1982-1983 | Don Nelson             | Stati Uniti        | Milwaukee Bucks     | 51-31       |
| 1983-1984 | Frank Layden           | Stati Uniti        | Utah Jazz           | 45-37       |
| 1984-1985 | Don Nelson (2)         | Stati Uniti        | Milwaukee Bucks     | 59-23       |
| 1985-1986 | Mike Fratello          | Stati Uniti        | Atlanta Hawks       | 50-32       |
| 1986-1987 | Mike Schuler           | Stati Uniti        | Portland T. Blazers | 49-33       |
| 1987-1988 | Doug Moe               | Stati Uniti        | Denver Nuggets      | 54-28       |
| 1988-1989 | Cotton Fitzsimmons (2) | Stati Uniti        | Phoenix Suns        | 55-27       |
| 1989-1990 | Pat Riley              | Stati Uniti        | L.A. Lakers         | 63-19       |
| 1990-1991 | Don Chaney             | Stati Uniti        | Houston Rockets     | 52-30       |
| 1991-1992 | Don Nelson (3)         | Stati Uniti        | G.S. Warriors       | 55-27       |
| 1992-1993 | Pat Riley (2)          | Stati Uniti        | N.Y. Knicks         | 60-22       |
| 1993-1994 | Lenny Wilkens          | Stati Uniti        | Atlanta Hawks       | 57-25       |
| 1994-1995 | Del Harris             | Stati Uniti        | L.A. Lakers         | 48-34       |
| 1995-1996 | Phil Jackson           | Stati Uniti        | Chicago Bulls       | 72-10       |
| 1996-1997 | Pat Riley (3)          | Stati Uniti        | Miami Heat          | 61-21       |
| 1997-1998 | Larry Bird             | Stati Uniti        | Indiana Pacers      | 58-24       |
| 1998-1999 | Mike Dunleavy          | Stati Uniti        | Portland T. Blazers | 35-15       |
| 1999-2000 | Doc Rivers             | Stati Uniti        | Orlando Magic       | 41-41       |
| 2000-2001 | Larry Brown            | Stati Uniti        | Philadelphia 76ers  | 56-26       |
| 2001-2002 | Rick Carlisle          | Stati Uniti        | Detroit Pistons     | 50-32       |
| 2002-2003 | Gregg Popovich         | Stati Uniti        | San Antonio Spurs   | 60-22       |
| 2003-2004 | Hubie Brown (2)        | Stati Uniti        | Memphis Grizzlies   | 50-32       |
| 2004-2005 | Mike D'Antoni          | Stati Uniti Italia | Phoenix Suns        | 62-20       |
| 2005-2006 | Avery Johnson          | Stati Uniti        | Dallas Mavericks    | 60-22       |
| 2006-2007 | Sam Mitchell           | Stati Uniti        | Toronto Raptors     | 47-35       |
| 2007-2008 | Byron Scott            | Stati Uniti        | N.O. Hornets        | 56-26       |
| 2008-2009 | Mike Brown             | Stati Uniti        | Cleveland Cavaliers | 66-16       |
| 2009-2010 | Scott Brooks           | Stati Uniti        | Oklahoma Thunder    | 50-32       |
| 2010-2011 | Tom Thibodeau          | Stati Uniti        | Chicago Bulls       | 62-20       |
| 2011-2012 | Gregg Popovich (2)     | Stati Uniti        | San Antonio Spurs   | 50-16       |
| 2012-2013 | George Karl            | Stati Uniti        | Denver Nuggets      | 57-25       |
| 2013-2014 | Gregg Popovich (3)     | Stati Uniti        | San Antonio Spurs   | 62-20       |
| 2014-2015 | Mike Budenholzer       | Stati Uniti        | Atlanta Hawks       | 60-22       |
| 2015-2016 | Steve Kerr             | Stati Uniti        | G.S. Warriors       | 73-9        |
| 2016-2017 | Mike D'Antoni (2)      | Stati Uniti Italia | Houston Rockets     | 55-27       |
| 2017-2018 | Dwane Casey            | Stati Uniti        | Toronto Raptors     | 59-23       |
| 2018-2019 | Mike Budenholzer (2)   | Stati Uniti        | Milwaukee Bucks     | 60-22       |
| 2019-2020 | Nick Nurse             | Stati Uniti        | Toronto Raptors     | 46-18       |
| 2020-2021 | Tom Thibodeau (2)      | Stati Uniti        | N.Y. Knicks         | 41-31       |
| 2021-2022 | Monty Williams         | Stati Uniti        | Phoenix Suns        | 64-18       |
| 2022-2023 | Mike Brown (2)         | Stati Uniti        | Sacramento Kings    | 48-34       |
| 2023-2024 | Mark Daigneault        | Stati Uniti        | Oklahoma Thunder    | 57-25       |
| 2024-2025 | Kenny Atkinson         | Stati Uniti        | Cleveland Cavaliers | 64-18       |